# Червона Криниця
Черво́на Крини́ця — село в Україні, у Преображенській сільській громаді Пологівського району Запорізької області. Населення становить 25 осіб.

## Географія
Село Червона Криниця розташоване за 72 км від обласного центру, 57 км від районного центру та за 3 км від лівого берега річки Жеребець. Найближче сусіднє село Омельник (за 2,5 км). Селом тече пересихаючий струмок.

## Історія
Село засноване 1877 року.
З 7 березня 1923 року перебувало у складі Оріхівського району.
27 серпня 2015 року рішенням Запорізької обласної ради село увійшло до складу Преображенської сільської громади.
19 липня 2020 року, в результаті адміністративно-територіальної реформи та ліквідації Оріхівського району, село увійшло до складу Пологівського району.
22 червня 2023 року рішенням Національної комісії зі стандартів державної мови віднесено до списку населених пунктів, які «можуть не відповідати лексичним нормам української мови», зокрема стосуватися «російської імперської чи колоніальної політики». Громаді рекомендовано обґрунтувати доцільність збереження поточної назви або запропонувати нову назву в установленому законодавством порядку.

## Населення

### Мова
Розподіл населення за рідною мовою за даними перепису 2001 року:
| Мова       | Кількість | Відсоток |
| ---------- | --------- | -------- |
| українська | 120       | 96.77%   |
| російська  | 2         | 1.61%    |
| білоруська | 1         | 0.81%    |
| болгарська | 1         | 0.81%    |
| Усього     | 124       | 100%     |